# Granica libijsko-sudańska
Granica libijsko-sudańska – granica międzypaństwowa pomiędzy Libią i Sudanem o długości 383 kilometrów.
Początek granicy na północy znajduje się na trójstyku z Egiptem o współrzędnych 22°N, 25°E. Następnie granica biegnie w kierunku południowym przez Saharę wzdłuż południka 25°E do równoleżnika 20°N, gdzie skręca pod kątem 90° na zachód. Wzdłuż tego równoleżnika biegnie do południka 24°E, gdzie ponownie skręca o 90°, tym razem na południe, i kieruje się do trójstyku z Czadem w 19°30′N, 24°00′E. Wszystkie trzy odcinki granicy są liniami prostymi.